# Gran hexecontàedre pentagonal
En geometria, el gran hexecontaèdre pentagonal és un políedre isoèdric no convex. és el dual del gran icosidodecàedre xato. Té 60 cares pentagonals irregulars que s'intersequen, 120 arestes i 92 vèrtexs.